# Niklas Nienaß

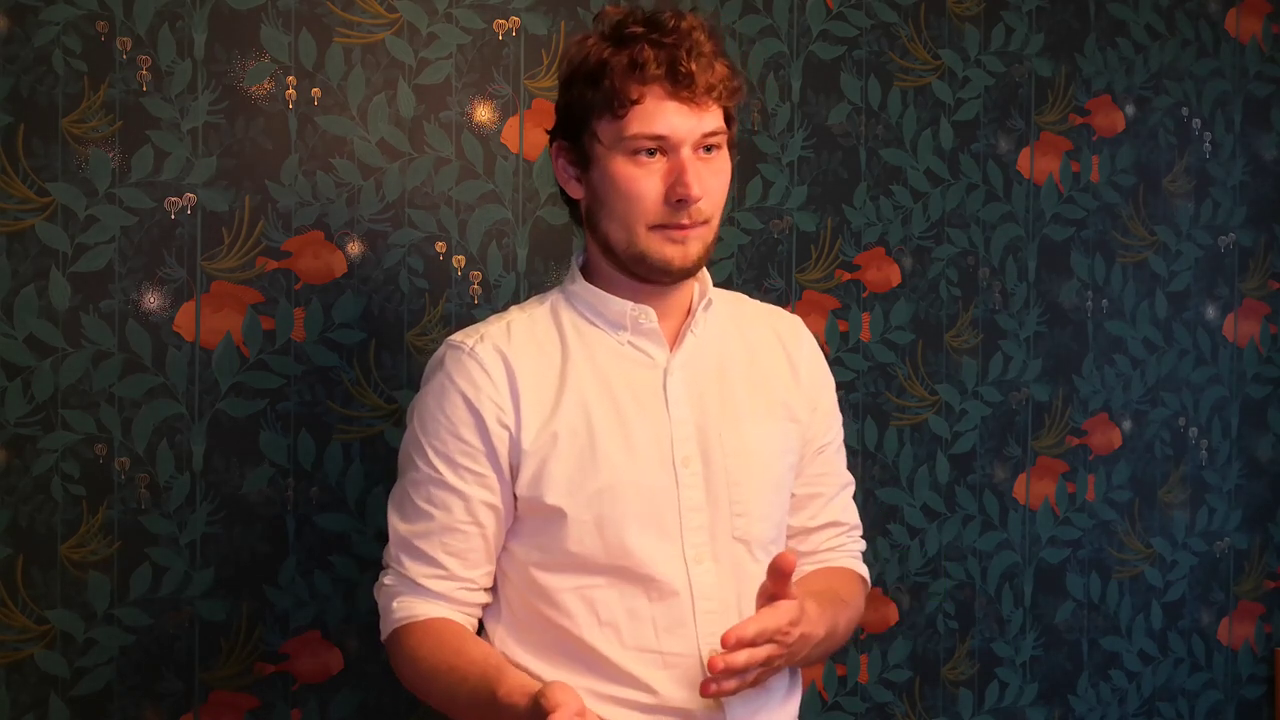
Niklas Nienaß

Niklas Hendrik Nienaß (* 1992 in Marl) ist ein deutscher Politiker (Bündnis 90/Die Grünen). Von 2019 bis 2024 war er Mitglied des Europäischen Parlaments.

## Leben

### Ausbildung
Nach dem Besuch einer katholischen Grundschule (Domsingschule Aachen) absolvierte Nienaß seine Schullaufbahn am Rhein-Maas-Gymnasium in Aachen und beendete seine Schulbildung 2011 mit dem Abitur. 2011 und 2012 verbrachte er in Südeuropa, Kenia und Tansania. 2013 zog er für sein Studium nach Rostock. Dort begann er zunächst Geschichte und Soziologie zu studieren, bevor er in den Studiengang Good Governance wechselte. Diesen schloss er 2020 mit einer Arbeit über internationales Weltraumrecht mit dem Titel Magister Legum (LL.M) ab.

### Frühes Engagement
Niklas Nienaß ist seit 2009 aktives Mitglied der Grünen Jugend und Bündnis 90/Die Grünen. Seit 2015 ist er Sprecher der LAG Frieden, Europa und Internationale Politik in Mecklenburg-Vorpommern. Er wurde 2018 in den Landesvorstand von Bündnis 90/Die Grünen Mecklenburg-Vorpommern gewählt. Nienaß zog bei der Europawahl in Deutschland 2019 über Platz 18 der Europaliste der Grünen als Abgeordneter in das 9. Europäische Parlament ein. Damit war er der einzige Europaabgeordnete aus Mecklenburg-Vorpommern. Nach der Europawahl 2024 schied er aus dem Europaparlament aus.

### Europapolitik
Nienaß ist Europäischer Föderalist. Er setzt sich für ein geeintes Europa bzw. einen Europäischen Bundesstaat ein. In diesem Zusammenhang war er Mitglied bei der Konferenz zur Zukunft Europas und hat ein Vertragsveränderungsverfahren nach Art. 48 EUV unterstützt. Er ist Vorsitzender der Parlamentariergruppe der Europa-Union Deutschland, Stellvertretender Landesvorsitzender der Europa-Union Mecklenburg-Vorpommern und Mitglied der Spinelli-Gruppe.
Im Europäischen Parlament war Niklas Nienaß Mitglied der Fraktion Die Grünen/EFA. Er war Koordinator der Grünen im Ausschuss für regionale Entwicklung (REGI) und setzte sich nach eigenen Angaben dafür ein, die Europäische Regionalpolitik klimafreundlicher und gerechter zu gestalten. Insbesondere setzt er sich für ländliche Räume ein. 2022 veranstaltete er dazu die Konferenz Zukunft.Land.Leben im vorpommerischen Quilow. Außerdem war er Mitbegründer der RUMRA & Smart Village Intergroup.
Für seine Fraktion war Nienaß außerdem für Weltraumpolitik zuständig. Sein Ziel war ein einheitliches Europäisches Weltraumgesetz. Außerdem setzte er sich für die Beseitigung und Vermeidung von Weltraumschrott ein. Für seine Fraktion verhandelte er im Ausschuss für Industrie, Forschung und Energie (ITRE) den Aufbau einer europäischen Megakonstellation. Diese wollte er nutzen, um Satelliteninternet in Europa und Afrika bereitzustellen. Er kritisierte die Artemis Accords und setzte sich dafür ein, den Mondvertrag wiederzubeleben.
Zusätzlich war Nienaß auch Mitglied im Ausschuss für Kultur und Bildung. Er war Gründer der Cultural Creators Friendship Group (CCFG), einer interparlarmentarischen Interessensgruppe für die Rechte von Künstlern. Sie setzten sich unter anderem dafür ein, dass mindestens 2 Prozent der Mittel aus der sogenannten Aufbau- und Resilienzfazilität der EU in den Kultursektor investiert werden sollten.
Neben seinen Mitgliedschaften in den Ausschüssen war Nienaß auch Mitglied der Delegationen des Europäischen Parlaments für Zentralasien, die Mongolei und Afghanistan.
Am 20. September 2020 übernahm er die Patenschaft für Dsmitryj Kazlou, einem belarussischen Blogger und politischen Gefangenen.
Bei der Wahl zum 10. Europäischen Parlament 2024 verlor Nienaß sein Mandat. Er schied im Juli 2024 aus dem Europaparlament aus.